# Pteridium

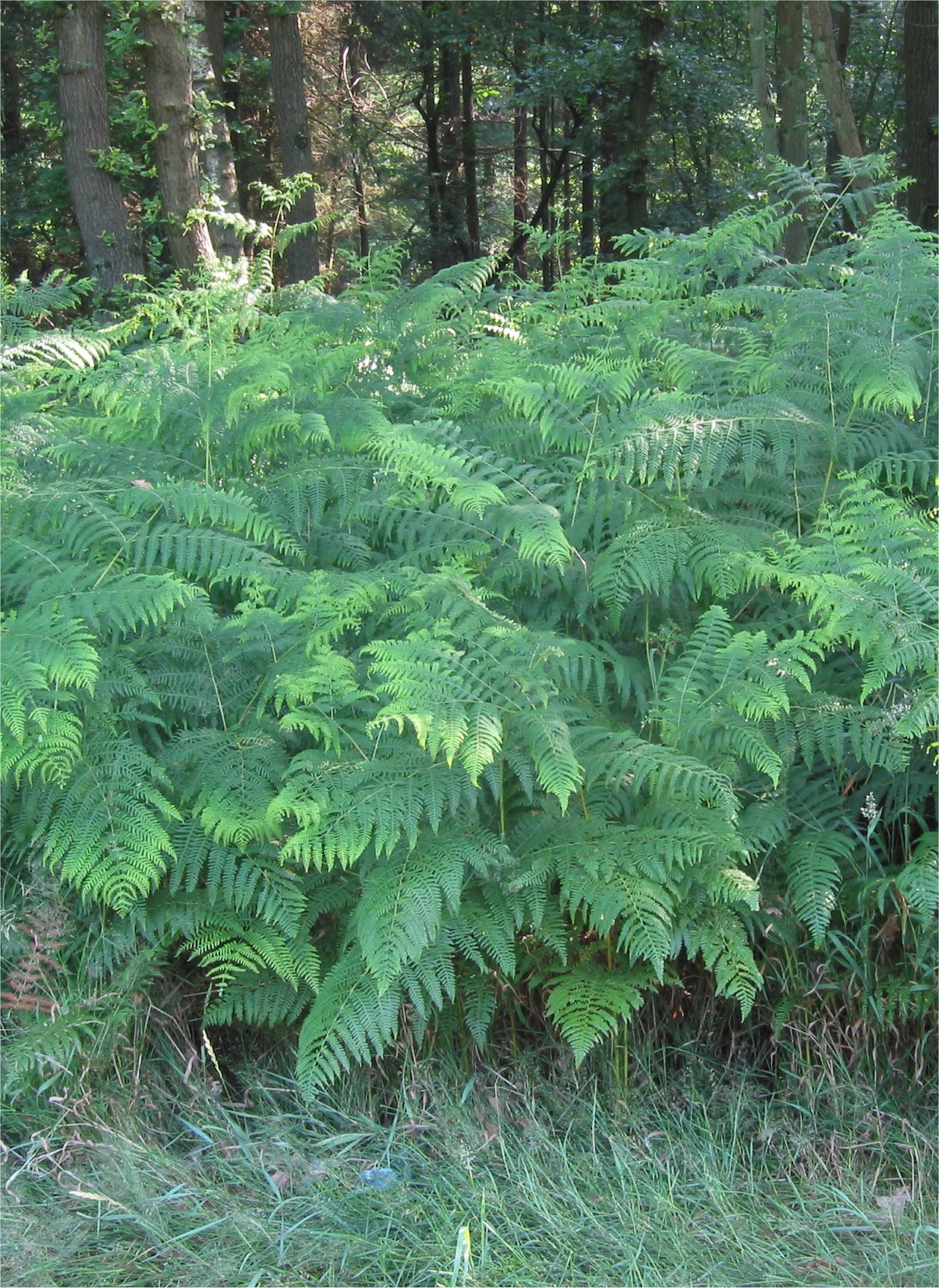
Pteridium aquilinum.

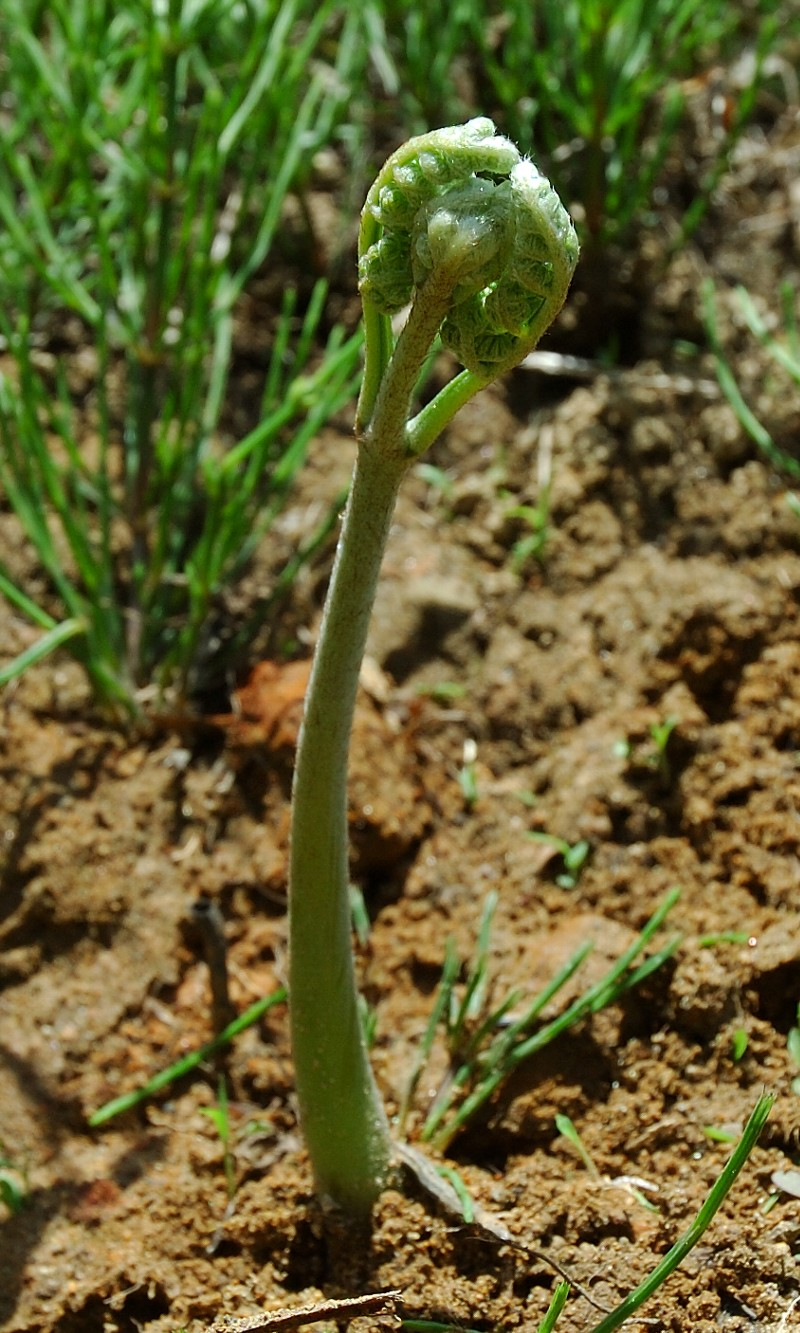
Fronde jovem de P. aquilinum

Pteridium é um género botânico, pertencente à família das Dennstaedtiaceae, que inclui um complexo específico de cerca de 10 espécies de fetos de grandes grandes dimensões com distribuição sub-cosmopolita.

## Descrição e ecologia
Pteridium é um diminutivo de Pteris, nome latino derivado do grego pteron, que significa "asa", designação que terá sido originada pela forma das frondes.
Pteridium tem a mais ampla distribuição natural entre os géneros de pteridófitos, ocorrendo em todos os continentes excepto na Antárctica e em todos os ambientes, excepto nos desertos quentes e frios, o que lhe confere uma verdadeira distribuição cosmopolita. Foi considerado um género mono-específico, incluindo apenas a espécie Pteridium aquilinum, entretanto subdividida em várias espécies.
No contexto evolutivo o género pode ser considerado entre os pteridófitos com maior capacidade de sobrevivência.  A planta forma manchas densas de grandes frondes triangulares, directamente inseridas num extenso rizoma alimentado por uma poderosa zona radicular. As raízes podem alargar-se até mais de 1 m de distância da base das frondes.
As frondes podem atingir 2,5-3,0 m de comprimento, sendo típico dimensões de 0,6-2,0 m de altura. Em ambientes frios, a planta é decídua, perdendo as folhas no inverno. Requer solos bem drenados, geralmente em áreas declivosas.
As plantas integradas neste géneros são alimento de larvas de algumas espécies de  Lepidoptera como  Melanchra persicariae, Phymatopus, Pharmacis, Triodia sylvina e Euplexia lucipara.

## Etnobotânica
As frondes imaturas, firmemente enroladas em forma de báculo quando emergentes, são consideradas comestíveis por muitas culturas, nalguns casos desde tempos imemoriais. São, ou foram, usadas como alimento fresco ou preservado em sal, em pickles, ou secas ao sol.  Na Coreia, onde se designa por gosari namul, é um ingrediente típico na confecção do prato de arroz conhecido por bibimbap.
Tanto as frondes como os rizomas têm sido usados para preparar cerveja e outras bebidas fermentadas. O amido do rizoma é usado como substituto da araruta (Maranta arundinacea).
Pode confeccionar-se um tipo de pão com farinha produzida com o rizoma seco e pulverizado de fetos dos género Pteridium, isoladamente ou em mistura com outras farinhas. Os povos ameríndios cozinhavam os rizomas, que consumiam descascados, nalguns casos secando-os e pulverizando as fibras ricas em amido num tipo de farinha alimentar.  No Japão, o amido dos rizomas é usado para confeccionar diversos produtos alimentares.
Os povos maori da Nova Zelândia usavam os rizomas de P. esculentum (aruhe) como alimento de primeira necessidade, especialmente em actividades exploratórias ou de caça fora dos seus povoamentos permanentes. Muita da actual distribuição daquela espécie na Nova Zelândia é consequência da desflorestação por acção humana e subsequente tendência do aruhe em colonizar os solos ricos onde produzem os melhores rizomas. Os rizomas secos ao ar perdem peso, sendo consumidos aquecidos brevemente. O amido podia ser directamente chupado a partir das fibras.
Em períodos de grande carência alimentar (as chamadas crises frumentárias), nos Açores os rizomas eram usados na confecção de farinha para adição às farinhas de cereal na confecção de pão e de bolos.
As espécies deste género tem uso medicinal, sendo os rizomas pulverizados considerados particularmente eficazes contra vermes parasitas. Nas Américas o rizoma consumido em cru era considerado como remédio para a bronquite.
Entretanto foi demonstrado que o consumo de Pteridium é carcinogénico, sendo considerado como uma importante causa da alta incidência de cancro do estômago no Japão,  onde é consumido como uma hortaliça sob a designação de "warabi". O género está apontado como potencial fonte de novos insecticidas.
Para além de causar cancro, as plantas de Pteridium não cozidas contêm a enzima tiaminase, que decompõe a tiamina, razão pela qual o consumo excessivo pode causar beribéri, especialmente em espécies com estômago simples (como os humanos).  Os ruminantes apresentam menor vulnerabilidades por sintetizarem a tiamina.